# Tàu ma
Tàu ma là một chiếc tàu không có thủy thủ đoàn sống trên đó, nó có thể là một tàu bị ma ám  trong văn hóa dân gian hay viễn tưởng hư cấu, như tàu Người Hà Lan bay, hoặc là bị bỏ hoang được tìm thấy với phi hành đoàn đã chết hay mất tích, giống như tàu Mary Celeste. Thuật ngữ này đôi khi được sử dụng cho các tàu đã ngừng hoạt động nhưng chưa bị tháo dỡ, cũng như tàu thuyền trôi dạt được tìm thấy sau khi bị phá vỡ dây thừng và bị cuốn theo gió hoặc sóng.

## Niên đại

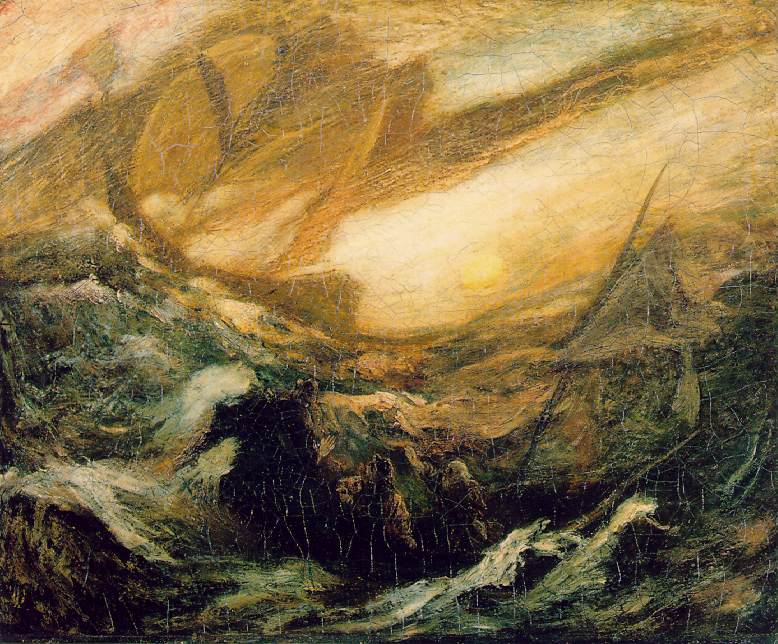
Tàu Người Hà Lan bay của Albert Pinkham Ryder

### Văn hóa dân gian, truyền thuyết và thần thoại
- Thời gian không xác định – Caleuche là một con tàu huyền thoại ma quái, theo văn học dân gian địa phương và thần thoại Chilote, con tàu đi trên biển quanh đảo Chiloé, Chile vào ban đêm.
- Thời gian không xác định – Tàu cháy của Baie des Chaleurs là một dạng của ánh sáng ma quái, một hiện tượng thị giác bất thường xuất hiện ở Bathurst, New Brunswick, Canada. Hiện tượng này là nguồn gốc của nhiều câu chuyện hư cấu, và được cho là xuất hiện dưới hình ảnh tàu có mái chèo ba cột buồm đang cháy giống như kiểu tàu đặc trưng trên lá cờ của tỉnh New Brunswick.
- Năm 1748 trở về sau - tàu Quý bà Lovibond được cho là đã cố ý bị đắm vào ngày 13 tháng 2 năm 1748 ngoài khơi Goodwin Sands, Kent, Anh Quốc, và cứ 5 năm  xuất hiện một lần trở lại bờ biển Kent.
- Thế kỷ 18 trở về sau – Tàu ma của eo biển Northumberland là hiện thân của một con tàu đang cháy đang được báo cáo thường xuyên giữa đảo Hoàng tử Edward và New Brunswick, Canada.[3]
- Năm 1795 trở về sau – Người Hà Lan bay được cho là một con tàu được chỉ huy bởi một thuyền trưởng bị kết án đi tàu vĩnh viễn trên biển. Từ lâu nó đã trở thành huyền thoại ma quỷ chính trong số những người đánh cá và truyền cảm hứng cho một số tác phẩm.
- Thế kỷ 19 trở về sau – Công chúa Augusta, bị lầm lạc trong văn hoá dân gian địa phương như Palatine, đã bị đắm gần đảo Block, Rhode Island, Hoa Kỳ năm 1738. Kể từ đó, một hiện thân được gọi là Ánh sáng Palatine đã được báo cáo.[4][5]
- Năm 1813 trở về sau – Sau khi chiếc thuyền buồm dọc Young Teazer của người Mỹ bị chìm trong một vụ nổ ở vịnh Mahone, Nova Scotia, Canada trong Chiến tranh năm 1812, một vụ cháy được gọi là "Ánh sáng Teazer" đã được báo cáo.
- Năm 1858 trở về sau – Trận đánh Eliza là một chiếc tàu lượn có mái chèo bốc cháy vào năm 1858 trên sông Tombigbee, bang Alabama, Hoa Kỳ. Nó được báo cáo là xuất hiện trở lại, lửa cháy khắp con tàu, vào những đêm mùa đông gió lạnh để báo trước thảm họa sắp xảy ra.
- Năm 1872 hoặc 1882 – Một truyền thuyết nói rằng tàu Núi sắt đã biến mất bí ẩn vào năm 1872. Trong thực tế, con tàu bị mắc cạn và chìm ở phía bắc Vicksburg, Mississippi vào năm 1882 và sự tàn phá của nó không bao giờ là bí ẩn.
- Năm 1878 trở về sau – Một hiện thân của HMS Eurydice đã được báo cáo, nơi con tàu chìm vào năm 1878 ngoài khơi đảo Wight. Các nhân chứng bao gồm tàu ngầm Hải quân Hoàng gia vào thập niên 1930 và Hoàng tử Edward, Bá tước xứ Wessex vào năm 1998.[6]
- Năm 1886 – Xuồng ma của Hồ Rotomahana là một waka wairua (xuồng ma) ở hồ Rotomahana, New Zealand được nhìn thấy mười một ngày trước khi vụ phun trào chết người của núi Tarawera gần đó, đã tàn phá hồ và khu vực xung quanh.
- Năm 1895 – Một chiếc "tàu buồm ma quái" được báo cáo ở Chapel Cove, Newfoundland. Theo văn hóa dân gian, đó là bóng ma của một Tàu Kho báu Tây Ban Nha đã bị thổi bay trong một cơn bão vào thế kỷ 17, và bị cướp biển bắt cóc. Những tên cướp biển được cho là đã chôn ngập sự giàu có của con tàu ở Chapel Cove, và huyền thoại tuyên bố rằng bất cứ ai tìm kiếm vàng sẽ bị giết bởi ma quỷ sau khi nhìn thấy con tàu ma.
- Năm 1906 – Sau khi tàu SS Valencia bị đắm vào năm 1906 ngoài khơi đảo Vancouver, British Columbia, Canada, có báo cáo về một chiếc xuồng cứu sinh với tám bộ xương trong một hang động gần biển, những chiếc xuồng cứu sinh được chèo bởi bộ xương của nạn nhân Valencia; các thủy thủ cũng báo cáo việc nhìn thấy con tàu trong khu vực trong những năm sau vụ chìm, thường là hiện tượng con tàu đi dọc theo bờ biển.[7][8] Một trong những chiếc xuồng cứu sinh từ Valencia được tìm thấy trôi dạt vào năm 1933.[9]
- Năm 1928 – København được nghe đến lần cuối từ ngày 28 tháng 12 năm 1928. Trong hai năm sau sự biến mất của chiếc tàu năm cột buồm bí ẩn phù hợp với mô tả của nó được báo cáo ở Thái Bình Dương.[10]

### Không có căn cứ

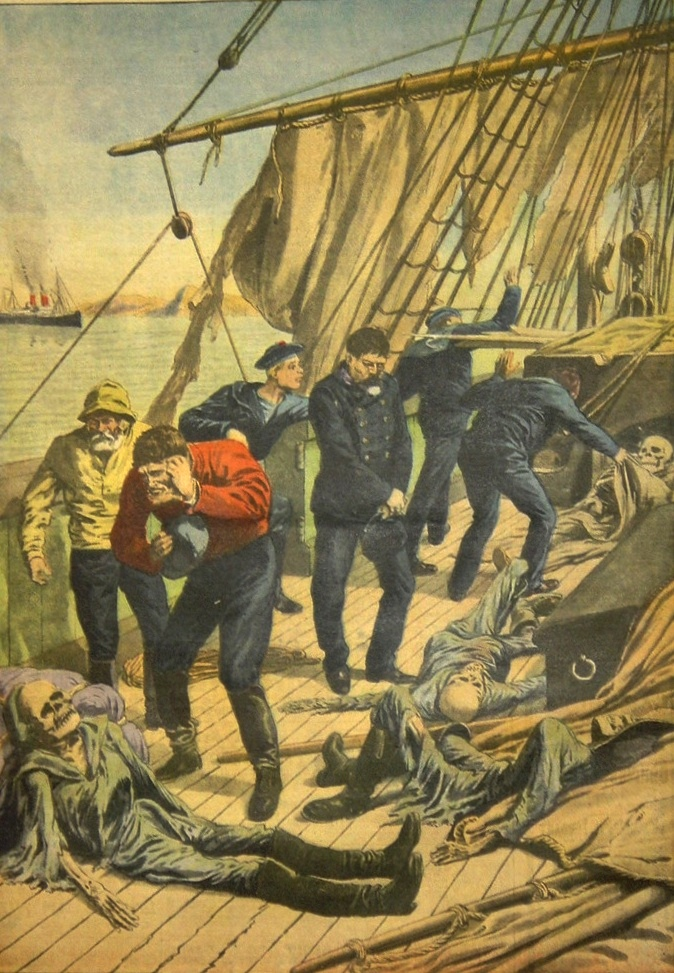
Khám phá tàu Marlborough, được mô tả bởi Le Petit Journal năm 1913

- Năm 1775: Octavius, một tàu buôn của Anh trên đường trở từ Trung Quốc, được cho là đã trôi dạt ra bờ biển Greenland. Nhật ký của thuyền trưởng cho thấy chiếc tàu đã cố gắng vượt qua Northwest Passage mà chưa bao giờ vượt qua thành công. Con tàu và thi thể thủy thủ đoàn bị đông lạnh bởi lớp băng trong 13 năm.
- Năm 1811 — 1813: Napoléon Gallois báo cáo một chiếc tàu frigate của Pháp tìm thấy chiếc tàu tư nhân Duc de Dantzig bị trôi dạt, tàu dính đẫm máu, với những xác chết đã phân hủy của thủy thủ đoàn bị tấn công và bị đóng đinh vào cột buồm và trong khoang. Giấy xác nhận dính đầy máu của Duc de Dantzig và chủ tàu là  François Aregnaudeau. Bộ phận đăng kiểm tàu của cục lưu trữ hàng hải tuyên bố "Duc de Dantzig, chưa từng được biết đến vào năm 1813, bị coi là bị mất tích với tất cả phi hành đoàn của nó".[11]
- Năm 1840: Thuyền buồm dọc Jenny được cho là đã bị phát hiện sau khi trải qua 17 năm đóng băng trong lớp băng của Drake Passage. Được tìm thấy bởi thuyền trưởng Brighton tàu bắt cá voi Hope, nó đã bị khóa trong băng từ năm 1823, đã có sự liên lạc cuối cùng đến bến cảng ở Lima, Peru. Các thi thể của bảy người trên tàu, bao gồm một người phụ nữ và một con chó, được bảo quản bởi khí hậu lạnh Nam Cực, tàu Jenny được làm lễ kỷ niệm bởi Jenny Buttress, một nét đặc trưng trên đảo Vua George gần Melville Peak, được đặt tên bởi Ủy ban Tên Địa danh Nam Cực Vương quốc Liên hiệp Anh và Bắc Ireland năm 1960.
- Ngày 27 Tháng 10 năm 1913, tờ The Straits Times của Singapore đã đưa ra một câu chuyện theo đó Marlborough đã được phát hiện gần Cape Horn với bộ xương của thủy thủ đoàn trên tàu.[12] The Straits Times cho biết câu chuyện đã được công bố trên tờ báo London Evening Standard vào ngày 3 tháng 10 năm 1913. Evening Standard đã đề cập đến câu chuyện dựa trên một "tài khoản cabled từ New Zealand" mà vẫn chưa được xác nhận. Con tàu được nhìn thấy là chiếc Marlborough năm 1913 được cho là chiếc thuyền buồm Johnson.[13] Một số ấn phẩm ít tin cậy hơn đã đề cập đến Johnson như một tàu buôn chạy bằng hơi nước.[14]
- Năm 1947: Ourang Medan được cho là đã được phát hiện trôi dạt ngoài khơi Indonesia với tất cả các thủy thủ đoàn của nó đã chết. Người ta tìm thấy toàn bộ thủy thủ đoàn "đông lạnh, răng lõm, há hốc mồm dưới nắng." Trước khi con tàu được kéo về cảng, nó đã phát nổ và chìm.

### Trong lịch sử chứng thực
- Năm 1750 hoặc 1760, tàu Chim Biển: Tàu buôn này dưới sự chỉ huy của John Huxham (hoặc Husham hay Durham), bị mắc cạn tại bờ biển của Easton,  Rhode Island. Xuồng cứu sinh của tàu đã mất tích. Nó đã trở về từ một chuyến đi đến Honduras và được dự kiến đến trong Newport ngày hôm đó. Con tàu dường như bị bỏ rơi trong tầm nhìn của đất liền (cà phê đang sôi trên bếp lò) và trôi dạt dọc theo bờ. Những sinh vật duy nhất tìm thấy trên con tàu là một con chó và một con mèo. Một tài liệu hư cấu về việc con tàu trở nên vô chủ xuất hiện trên tờ Sunday Morning Star của Wilmington, Delaware vào ngày 11 tháng 10 năm 1885.[15][16]
- Ngày 15 tháng 5 năm 1854, HMS Resolute: Chiếc tàu của Hải quân Hoàng gia Anh này đã bị bỏ rơi sau khi bị bao quanh bởi băng ở Viscount Melville Sound, Canada. Nó là một trong bốn tàu của chuyến thám hiểm Edward Belcher của John Franklin. Con tàu trôi dạt khoảng 1.200 dặm (1.900 km) trước khi nó được tìm thấy ngày 10 tháng 9 năm 1855 ngoài khơi bờ biển của đảo Baffin, Canada, đã thoát khỏi băng.

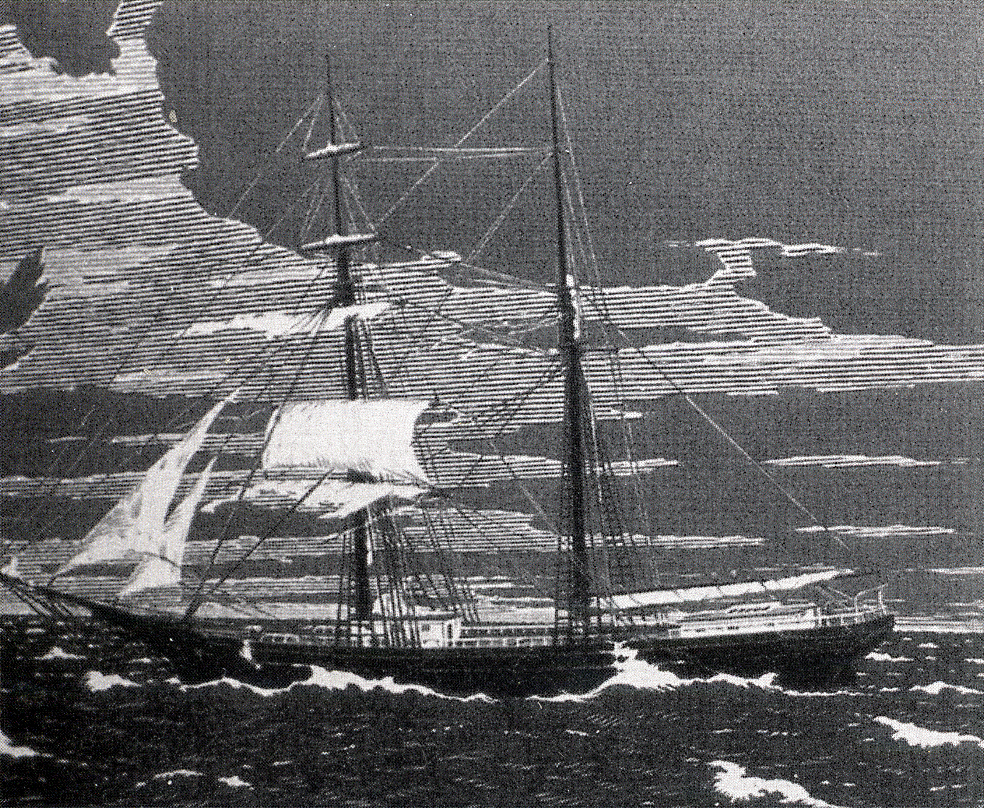
Một bản khắc của Mary Celeste khi được phát hiện bị bỏ hoang.

- Ngày 25 tháng 11 năm 1872, tàu Mary Celeste: Sau khi đi qua đảo Santa Maria ở Azores vào ngày 25 tháng 11 năm 1872 (mục cuối ghi trên bảng tàu), tàu Mary Celeste, một tàu buôn trở nên vô  chủ trong những tình huống không rõ. Không có thuyền cứu hộ nào tìm thấy trên tàu.[17] Nó được tìm thấy vào ngày 4 tháng 12 năm 1872 giữa Bồ Đào Nha đại lục và quần đảo Azores. Con tàu không có thủy thủ đoàn, nhưng vẫn còn nguyên vẹn và cánh buồm vẫn giương lên, đang hướng tới eo biển Gibraltar. Câu chuyện của Arthur Conan Doyle "Báo cáo của J. Habakuk Jephson" dựa trên sự kiện này. Doyle thay đổi một số khía cạnh của câu chuyện ban đầu, bao gồm đổi tên của con tàu từ Mary đến Marie Celeste.
- Ngày 29 tháng 8 năm 1884, tàu Resolven: chiếc tàu buôn thương mại này đã bị bỏ rơi giữa đảo Baccalieu và Catalina, Newfoundland và Labrador. Những chiếc thuyền cứu hộ của tàu đã biến mất.[18] Nhật ký của tàu được đăng lên trong vòng sáu giờ sau khi được nhìn thấy.[19] Ngoài việc sàn tàu bị hỏng, nó bị thiệt hại ở mức tối thiểu. Ngọn lửa trên bếp đã tắt và đèn đang cháy. Một tảng băng trôi lớn được nhìn thấy gần đó. Có tuyên bố rằng bảy thủy thủ đoàn hay bốn hành khách không quen với vùng biển phía Bắc và cho rằng họ hoảng sợ khi tàu bị băng làm hư hại, thả thuyền cứu hộ, và nước tràn vào, mặc dù không tìm thấy thi thể nào. Ba năm sau, Resolven bị đắm trong khi trở về Newfoundland từ Nova Scotia với một lượng gỗ xẻ.[20]
- Năm 1885, tàu Hai mươi mốt Người Bạn: chiếc thuyền buồm dọc này được đóng vào năm 1872. Nó được tài trợ bởi một nhóm 21 Philadelphia Quakers và do đó đặt tên là Hai mươi mốt Người Bạn. Năm 1885, tàu quay trở lại Philadelphia với một lượng lớn gỗ xẻ từ Brunswick, Georgia, con tàu bị đâm bởi tàu John D. May ngoài khơi bờ biển Cape Hatteras. Đại úy Jeffries đã sơ tán phi hành đoàn và bỏ tàu. Con tàu và hàng hóa được bỏ lại cho lòng thương xót của biển khơi. Sự quan tâm của Jeffries đối với sự an toàn của thủy thủ đoàn là thích đáng; tuy nhiên, con tàu đã chứng tỏ nó có thể chịu được sóng gió hơn dự kiến. Sau vụ va chạm, con tàu đã được nhìn thấy ở cả hai bên Đại Tây Dương trong hai năm tiếp theo. Cuối cùng nó đến bờ biển Ireland, nơi hàng hóa của nó đã được cứu vớt và nó đã làm việc như một tàu đánh cá.[21][22][23][24]
- Năm 1897: Một chiếc tàu bắt cá voi bị bỏ rơi "Young Phoenix" được báo cáo đang trôi dạt ở Bắc Cực.[25]
- Ngày 22 tháng 1 năm 1906, chiếc xuồng cứu sinh số 5 của tàu SS Valencia: Xuồng cứu sinh trôi dạt khi con tàu chìm ngoài khơi đảo Vancouver, British Columbia, Canada. Chiếc xuồng cứu sinh được tìm thấy ở Barkley Sound, Vancouver Island, British Columbia, Canada trong điều kiện tốt đáng kể 27 năm sau khi chìm.
- Tháng 10 năm 1917, tàu Zebrina: Chiếc thuyền buồm này đã rời Falmouth, Cornwall, Anh vào tháng 10 năm 1917 với hàng hóa là than đá Swansea đi đến  Saint-Brieuc, Pháp. Hai ngày sau, tàu phát hiện bị  mắc cạn ở Rozel Point, phía nam Cherbourg, Pháp, không bị hư hại gì, ngoại trừ một số xáo trộn về đồ đạc, nhưng thủy thủ đoàn của tàu đã bị mất tích.

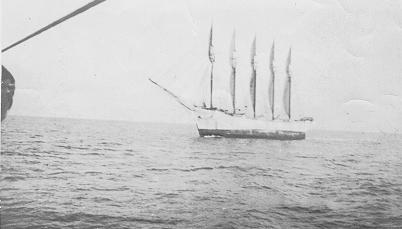
Thuyền buồm dọc Carroll A. Deering, được nhìn thấy từ tàu đèn hiệu Cape Lookout vào ngày 28 tháng 1 năm 1921. (Tuần duyên Hoa Kỳ)

- Tháng 1 năm 1921, tàu  Carroll A. Deering: Sau khi vượt qua tàu đèn hiệu Cape Lookout, Bắc Carolina, Hoa Kỳ vào ngày 28 tháng 1 năm 1921, Carroll A. Deering, một tàu buồm dọc chở hàng trở nên vô chủ trong những tình huống không rõ. Xuồng cứu hộ và sổ ghi chép của tàu đã mất tích khi nó được tìm thấy vào ngày 31 tháng 1 năm 1921 tại Diamond Shoals, ngoài khơi bờ biển Cape Hatteras, BắcCarolina. Chuyến đi cuối cùng của con tàu đã trở thành đề tài tranh luận và tranh cãi nhiều lần và đã được sáu phòng ban của chính phủ Hoa Kỳ điều tra, chủ yếu bởi vì đó là một trong hàng chục tàu bị chìm hoặc bị mất tích trong một khoảng thời gian tương đối ngắn. Trong khi những lời giải thích bí ẩn đã được tiến hành, các giả thuyết về một  cuộc nổi dậy hoặc bị hải tặc tấn công được coi là có khả năng.
- Ngày 3 tháng 10 năm 1923, tàu Thống đốc Parr: Thuyền buồm dọc này đã bị bỏ rơi bởi thủy thủ đoàn của nó sau khi hư hại trong một cơn bão khi đang khởi hành từ Ingramport, Nova Scotia, Canada đến Buenos Aires, Argentina. Các thiệt hại gây ra bởi Thống đốc Parr là đáng kể cho cột buồm và boong tàu; tuy nhiên, nó không chìm. Một số nỗ lực đã được thực hiện để phá huỷ hoặc kéo nó về bờ, nhưng tất cả đều thất bại. Thống đốc Parr được nhìn thấy trong nhiều năm sau khi bị bỏ rơi khi nó băng qua những vùng lớn của Đại Tây Dương. Tàu vẫn vô chủ và trôi dạt đến quần đảo Canary. Cuối cùng không biết những gì đã xảy ra với nó.[26][27][28]
- Ngày 24 tháng 11 năm 1931, tàu SS Baychimo: Tàu chở hàng này đã bị bỏ rơi sau khi bị mắc kẹt trong băng gần Barrow, Alaska, Hoa Kỳ và được tính đến việc phá hủy để chìm. Tuy nhiên, nó vẫn tiếp tục nổi và được nhìn thấy vào những thời điểm khác nhau giữa năm 1931 và năm 1969 ở biển Chukchi ngoài khơi tây bắc Alaska mà không bao giờ được cứu vớt.

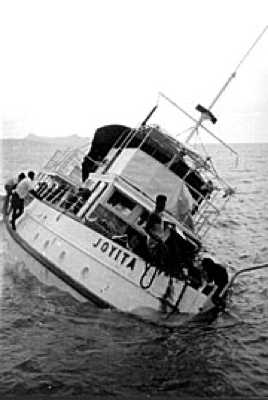
Tàu Joyita, con tàu bị chìm một phần

- Ngày 3 tháng 10 năm 1955, tàu Joyita: Sau khi rời Apia, Samoa, tàu đánh cá thương mại đông lạnh Joyita trở nên vô chủ trong những tình huống không rõ. Thuyền cứu hộ của tàu và ba phao Carley đã mất tích,[29] sổ ghi chép của nó cũng bị mất tích khi nó được tìm thấy[30] vào ngày 10 tháng 11 năm 1955 ở phía bắc Vanua Levu, Fiji. Một cuộc điều tra tiếp theo cho thấy chiếc tàu này ở trong tình trạng sửa chữa kém, nhưng sự quyết định về số phận của hành khách và thủy thủ đoàn là "không thể giải thích được bởi bằng chứng đưa ra trong cuộc điều tra".
- Năm 1959, một chiếc tàu ngầm trống rỗng đã được tìm thấy ở vịnh Biscay phía bắc Tây Ban Nha. Sau đó trở nên rõ ràng rằng nó đã bị kéo bởi một tàu khác.[31]
- Ngày 1 tháng 7 năm 1969, tàu Teignmouth Electron: Sau ghi chép cuối cùng trong nhật ký của tàu được thực hiện vào ngày 1 tháng 7 năm 1969, chiếc du thuyền trimaran trở nên vô chủ trong những tình huống không rõ. Con tàu được tìm thấy vào ngày 10 tháng 7 năm 1969 ở Bắc Đại Tây Dương, vĩ độ 33 độ 11 phút Bắc và kinh độ 40 độ 26 phút Tây. Cuộc điều tra đã dẫn đến kết luận rằng thành viên duy nhất của nó là Donald Crowhurst đã phải chịu một sự suy sụp tinh thần khi cạnh tranh trong một cuộc chạy đua vòng quanh thế giới đơn lẻ và tự tử bằng cách nhảy xuống biển.[32]
- Năm 1975, tàu Sóng Biển: Bas Jan Ader bị mất tích trên biển trong khi cố gắng vượt qua Đại Tây Dương một mình bằng một chiếc tàu tuần dương nhỏ 13 ft, một chiếc Guppy 13 có tên "Sóng Biển". Liên lạc vô tuyến bị cắt đứt ba tuần trong chuyến đi, và Ader bị cho là mất tích trên biển. Chiếc thuyền này được tìm thấy sau 10 tháng, trôi nổi chìm một phần cách 150 dặm về hướng Tây-Tây Nam của bờ biển Ireland. Thi thể của ông chưa bao giờ được tìm thấy. Chiếc thuyền sau khi bị tàu cá của Tây Ban Nha tìm thấy được, đã được đưa đến Coruña. Chiếc thuyền sau đó bị ăn cắp.[33] Mẹ của Ader đã viết bài thơ Từ vùng nước sâu của giấc ngủ sau khi bà miêu tả như là một linh cảm về cái chết của ông.
- Tháng 12 năm 2002, tàu High Aim 6: Sau khi chủ sở hữu cuối cùng nói chuyện với thuyền trưởng bằng radio khi chiếc tàu gần quần đảo Marshall, giữa Papua New Guinea và Hawaii vào ngày 13 tháng 12 năm 2002, tàu High Aim 6, một tàu đánh cá, trở nên  vô chủ trong những hoàn cảnh không rõ. Cảnh sát Đài Loan cho rằng cuộc nổi loạn có thể xảy ra trên tàu. Con tàu tìm thấy trôi dạt với thủy thủ đoàn mất tích vào ngày 3 tháng 1 năm 2003 khoảng 80 hải lý (150 km; 92 dặm) về phía đông của Rowley Shoals, Broome, Úc. Người trôi dạt sau đó đã bị chìm.[34][35]
- Ngày 24 tháng 3 năm 2006, tàu chở dầu Jian Seng: Con tàu chở dầu được phát hiện vào ngày 24 tháng 3 năm 2006, đang trôi dạt cách Weipa, Queensland, Australia 180 km về phía tây nam. Nguồn gốc hoặc chủ tàu không thể xác định được, và động cơ của nó đã không hoạt động được một thời gian.
[36]
- Ngày 24 tháng 8 năm 2006, tàu Bel Amica: Thuyền buồm dọc cổ điển này đã bị bỏ hoang gần Punta Volpe, Sardinia, Ý vào ngày 24 tháng 8 năm 2006. Chủ sở hữu tuyên bố nó đã trở về nhà vào ngày 14 tháng 8 năm 2006 để giải quyết trường hợp khẩn cấp. Báo chí Ý gợi ý rằng ông có thể đã tránh được sự đánh thuế các tàu sang trọng. Lực lượng Tuần duyên khám phá tàu đã tìm thấy những phần ăn của người Ai Cập đã ăn được một nửa, bản đồ của Pháp về vùng biển Bắc Phi, và một lá cờ của Luxembourg trên tàu.[37]
- Ngày 18 tháng 4 năm 2007, tàu Kaz II: chiếc thuyền buồm 12 mét này khởi hành vào ngày 15 tháng 4 năm 2007. Nó đã băng qua George Point, đảo  Hinchinbrook, Queensland ngày hôm đó và cùng ngày đó, vào cuối buổi chiều, dữ liệu GPS cho thấy nó bị trôi dạt.[38] Nó được phát hiện trôi dạt vào ngày 18 tháng 4 năm 2007 gần rạn san hô Great Barrier, 88 hải lý (163 km) ngoài khơi Townsville, Queensland, Úc. Khi lục soát tàu vào ngày 20 tháng 4, động cơ đang chạy, máy tính xách tay đang chạy, radio và GPS đang làm việc và bữa ăn được dọn lên để ăn, nhưng ba người thủy thủ đoàn đã không ở trên tàu. Tất cả cánh buồm đã được giương lên nhưng một cái bị xé ra trong khi ba áo phao và thiết bị hỗ trợ sống sót, bao gồm một cảnh báo khẩn cấp, đã được tìm thấy trên tàu. Một cuộc tìm kiếm cho thủy thủ đoàn đã bị hủy bỏ vào ngày 22 tháng 4 vì nó được coi là không chắc rằng bất cứ ai có thể sống sót trong thời gian đó. Các nhân viên điều tra tin rằng những người đàn ông có thể đã rơi xuống biển.
- Ngày 28 tháng 10 năm 2008, tàu Tai Ching 21 (Tiếng Trung Quốc: 大慶21號): Các liên lạc vô tuyến cuối cùng từ tàu đánh cá Tai Ching 21 được thực hiện vào ngày 28 tháng 10 năm 2008. Tàu đã được tìm thấy trống rỗng vào ngày 9 tháng 11 năm 2008 gần Kiribati. Thuyền cứu sinh và ba bè cứu hộ của tàu biến mất. Tàu Đài Loan 50 tấn bị bỏ rơi đã bị hỏa hoạn vài ngày trước đó. Không nhận được cuộc gọi mayday. Một cuộc tìm kiếm trên diện tích 21.000 dặm vuông (54.000 km vuông) của Thái Bình Dương phía bắc Fiji bởi máy bay C-130 Hercules từ không quân Mỹ và P-3 Orion từ không quân New Zealand vẫn không tìm thấy dấu vết nào của thuyền trưởng Đài Loan (顏金港 Yán Jīn- gǎng) hoặc thủy thủ đoàn (18 người Trung Quốc, 6 người Indonesia và 4 người Philippines).[39]

- Tháng 1 năm 2009, tàu Lunatic: Vào tháng 12 năm 2007 ở tuổi 70, Jure Šterk bắt đầu cuộc hành trình vòng quanh thế giới trên chiếc thuyền Lunatic của mình. Ông đã sử dụng radio nghiệp dư của mình để giao tiếp, và được nghe lần cuối từ ngày 1 tháng 1 năm 2009. Tàu Lunatic của ông được phát hiện vào ngày 26 tháng 1, khoảng 1.000 hải lý(1.900 km) ngoài khơi bờ biển Úc. Con thuyền trông có vẻ hư hỏng và không có dấu hiệu của Jure Šterk trên boong. Ba tháng sau, vào ngày 30 Tháng 4 năm 2009 chiếc thuyền buồm đã được tìm thấy trôi dạt bởi thủy thủ đoàn của tàu khoa học RV Roger Revelle, 500 dặm (800 km) về vị trí phía đông-nam: vĩ độ 32-18.0S, kinh độ 091-07.0E. Những cánh buồm đã bị rách và không có ai lên tàu. Sau khi lên tàu, họ thấy rằng mục ghi nhật ký cuối cùng đã được thực hiện vào ngày 2 tháng 1 năm 2009.[40][41]

- Ngày 20 tháng 3 năm 2012, tàu Ryou-Un Maru: Tháng 3 năm 2011, tàu đánh cá này đã được rửa sạch khỏi chỗ neo đậu tại quận Aomori, Nhật Bản trong trận động đất và sóng thần Tōhoku. Nó được giả định bị chìm không có thủy thủ đoàn trên tàu, nhưng một năm sau đó, nó được tìm thấy đang trôi khoảng 150 hải lý (280 km; 170 dặm) ngoài khơi bờ biển của Haida Gwaii, British Columbia, Canada. Lực lượng Tuần duyên Hoa Kỳ đã đánh chìm nó bằng khẩu pháo 25 mm vào ngày 5 tháng 4 năm 2012.[42][43]
- Ngày 19/20 tháng 6 năm 2012, T.T. Zion: Du thuyền tư nhân này mắc cạn trên Bãi biển Fort Lauderdale vào khoảng 1 giờ 15 phút sáng ngày 20 tháng 6, với đèn chiếu sáng và động cơ vẫn hoạt động. Chiếc tàu xuất hiện có thể chịu được sóng gió nhưng một thanh nối bị gãy có thể gây ra vấn đề về bánh lái. Các vật dụng của chủ sở hữu Guma Aguiar đã được tìm thấy trên tàu, nhưng không có dấu hiệu của anh ta hoặc bất kỳ hành khách khác đã được tìm thấy.[44]
- Tháng 2 năm 2013, tàu Lyubov Orlova: Vào tháng 1 năm 2013, Lyubov Orlova là một tàu du lịch của Liên Xô cũ đang bị kéo tới bãi phế liệu ở Caribe, một sợi dây cáp bị đứt làm cho nó trôi dạt trong vùng biển quốc tế, một ngày sau khi rời khỏi St John's, Newfoundland, Canada. Vào ngày 4 tháng 2 năm 2013, tàu được tìm thấy ở khoảng 250 hải lý về phía đông của St John's (khoảng 50 hải lý ngoài lãnh hải của Canada) và đang trôi theo hướng đông bắc. Thủy thủ đoàn đã không đuổi theo tàu do mối quan ngại về an toàn. Một số báo cáo tin rằng nó trôi dạt và cư trú với những con chuột ăn thịt đồng loại.[45]
- Năm 2013-2017: Lực lượng Bảo vệ bờ biển Nhật Bản đã báo cáo việc tìm thấy hơn 100 con tàu ma trong vùng biển Nhật Bản, các tàu thuyền nhỏ không được trang bị đầy đủ để đánh bắt hoặc trốn khỏi Bắc Triều Tiên.[46][47][48] Một số chiếc thuyền đã được phát hiện trống rỗng, nhưng ít nhất 25 người được tìm thấy trong các giai đoạn phân hủy,[49] Ít nhất, một số tàu cá thô được cho là thuộc sở hữu và vận hành bởi Quân đội Nhân dân Triều Tiên.[50].
- Ngày 25 tháng 2 năm 2016, tàu Sayo: Manfred Fritz Bajorat của Đức được tìm thấy đã chết trong chiếc du thuyền riêng của ông, trôi dạt trong biển Philippines. Thi thể của ông đã được tìm thấy trên bàn làm việc và trong trạng thái "xác ướp".[51][52] Báo cáo ban đầu cho thấy Bajorat đã không được nhìn thấy từ năm 2009, nhưng những câu chuyện sau đó cho thấy ông đã được nhìn thấy và nghe đến gần đây.[53] Khám nghiệm tử thi cho thấy Bajorat chết vì một cơn đau tim khoảng một tuần trước khi được tìm thấy, và các điều kiện của đại dương đã bảo quản thi thể.[54]

## Viễn tưởng hư cấu

### Phim
- Năm 1935: Bí ẩn của Mary Celeste (phát hành tại Mỹ có tên là tàu ma) đưa ra lời giải thích hư cấu cho các sự kiện dẫn tới việc khám phá ra những chiếc tàu bỏ hoang nổi tiếng nhất.
- Năm 1943:Con tàu Ma kể về những cái chết bí ẩn trong số các thủy thủ đoàn của tàu Altair, và sự nghi ngờ về người thuyền trưởng điên phải chịu trách nhiệm.
- Năm 1951: Pandora và Người Hà Lan bay
- Năm 1952: Tàu Ma lấy bối cảnh trên một chiếc du thuyền bị ma ám bởi hai nạn nhân bị giết (vợ của chủ nhân trước và người yêu của cô) có thi thể đã được giấu bên dưới sàn.
- Năm 1980: Con tàu chết chóc kể về chiếc tàu chở tù nhân mất tích của Hải quân Đức Quốc xã bị ám bởi linh hồn quỷ dữ của thủy thủ đoàn đã chết. Bây giờ, nó đi lang thang trên biển tìm những nạn nhân mới, thu thập những người sống sót để lạm dụng và giết chết sau khi nó nhấn chìm tàu của họ.
- Năm 1980: Sương mù, một bộ phim kinh dị của Mỹ miêu tả các thủy thủ bị giết chết của một con tàu vào thế kỷ 19 quay lại để trả thù con cháu của những kẻ đã phá hoại chiếc tàu.
- Năm 2001: Khu vực Tam giác nói về một con tàu du lịch lớn bỏ hoang bị ma ám.
- Năm 2001: Hành trình mất tích là một bộ phim kinh dị siêu nhiên về một nhóm người khám phá tàu SS Nữ hoàng Corona, đã xuất hiện từ Tam giác Bermuda sau 30 năm.
- Năm 2002: Tàu Ma nói về Antonia Graza là một tàu du lịch đại dương của Ý bị mất tích trên biển 40 năm trước, và hiện tại một nhóm thủy thủ đoàn cứu hộ bước lên tàu, những người này sớm gặp phải những hiện tượng ma quái của các hành khách bị giết.
- Năm 2003: Cướp biển vùng Caribbean: Lời nguyền của tàu Ngọc Trai Đen có Ngọc Trai Đen là một con tàu ma. Bộ phim Cướp biển vùng Caribbean: Chiếc rương tử thần (2006) và Cướp biển vùng Caribbean 3: Nơi tận cùng thế giới (2007) có thêm một con tàu ma khác là Người Hà Lan bay.
- Năm 2006: Thuyền ma là một bộ phim truyền hình của Anh miêu tả chiếc tàu ngầm trong Chiến tranh Thế giới thứ hai bị mất tích, và một sứ mệnh để lại dấu vết chuyến đi cuối cùng của nó, dẫn dắt thủy thủ đoàn bị ảnh hưởng bởi các lực lượng siêu nhiên. Dựa trên cuốn tiểu thuyết năm 1972 cùng tên.
- Năm 2009: Tam giác là một bộ phim kinh dị tâm lý về một nhóm bạn bè trên một chiếc du thuyền khám phá ra tàu biển Aeolus bị bỏ hoang.
- Siêu nhiên - 3x09 - Bầu trời Đỏ vào Buổi sáng

### Văn học
- Năm 1798: Thủy thủ đoàn "tàu bộ xương" bởi hai bóng ma đặc trưng trong The Rime of the Ancient Mariner của Samuel Taylor Coleridge.
- Năm 1838: Một chiếc buồm Hà Lan được đề cập đến trong The Narrative of Arthur Gordon Pym of Nantucket của Edgar Allan Poe, thủy thủ đoàn của bà đã chết, da thịt bị chim rỉa.
- Năm 1867: The Dead Ship of Harpswell là bài thơ của John Greenleaf Whittier. 'The ghost of what was once a ship'... 'No spur of breeze can speed her on/ Nor ebb of tide delay.' Sự xuất hiện của nó là một dấu hiệu của cái chết.[55]
- Năm 1884: "Báo cáo của J. Habakuk Jephson" là một câu chuyện ngắn năm 1884 của một người trẻ Arthur Conan Doyle, dựa trên bí ẩn có thật về việc tàu Mary Celeste bị bỏ hoang, được xuất bản vô danh trong ấn bản tháng 1 năm 1884 của Cornhill Magazine.
- Năm 1897: tàu Demeter, được tìm thấy vô chủ với xác chết của thuyền trưởng gắn liền với vị trí người cầm lái, có trong Dracula của Bram Stoker.
- Năm 1913: Các bài báo của Abel Fosdyk, một lời giải thích không rõ ràng về số phận của tàu Mary Celeste, được trình bày như là một tài khoản thực sự của A. Howard Linford của trường Đại học Magdalen, Oxford là hiệu trưởng của Peterborough Lodge, trường dự bị lớn nhất của Hampstead. Câu chuyện xuất hiện dưới tựa đề "Câu chuyện của Abel Fosdyk" trong tạp chí viễn tưởng hàng tháng The Strand Magazine, đã mời những người đóng góp và độc giả của mình đề xuất các giải pháp khả thi cho bí ẩn của Mary Celeste.
- Năm 1937: "Three Skeleton Key", câu chuyện ngắn của George Toudouze kể về một con tàu ma bị xâm nhập bởi những con chuột biển, ban đầu được viết cho tạp chí Esquire. Nó đã được chuyển thể cho chương trình phát thanh đầy kịch tính Escape vào năm 1949 của James Poe và cũng đã được phát sóng trên loạt phim truyền hình Suspense trong những năm 1950.[56]
- Năm 1965: tàu Ampoliros, Người Hà Lan bay của không gian, được đề cập Dune của Frank Herbert.
- Năm 2001: Người Hà Lan bay đóng vai trò quan trọng trong loạt phim Biệt thự của Người Hà Lan bay của Brian Jacques.

### Âm nhạc
- Năm 1843: Người Hà Lan bay là một vở opera được viết bởi Richard Wagner dựa trên những truyền thuyết.
- Năm 1979: Ban nhạc progressive rock Jethro Tull phát hành trong album Stormwatch của họ một sử thi dài 8 phút được gọi là "Flying Dutchman" do trưởng ban nhạc Ian Anderson viết, kể về câu chuyện của một con tàu.
- Năm 1984: Nhóm heavy metal Iron Maiden của Anh phát hành album Powerslave bao gồm 13 phút sử thi "Rime of the Ancient Mariner" dựa trên bài thơ của Colriedge có cùng tên, bài hát được viết bởi Steve Harris, bao gồm các trích dẫn từ bài thơ.
- Năm 1992: Ca sĩ kiêm nhạc sĩ người Mỹ Tori Amos phát hành một bài hát ("Flying Dutchman") về chiếc tàu, được phát hành dưới dạng bên B của đĩa đơn "China".
- Năm 2010: Ban nhạc Hà Lan Carach Angren phát hành album Death Came Through A Phantom Ship, trong đó có nội dung trữ tình nói về huyền thoại của một con tàu ma.[57]

## Trích dẫn và tham khảo
Trích dẫn
1. ↑  Hicks, Brian (2004). Ghost Ship: The Mysterious True Story of the Mary Celeste and Her Missing Crew. Random House Digital. tr. 5–6. ISBN 0345463919. Truy cập ngày 7 tháng 8 năm 2012.
2. ↑  Grenon, Ingrid (2010). Lost Maine Coastal Schooners: From Glory Days to Ghost Ships. The History Press. tr. 67. ISBN 1596299568. Truy cập ngày 7 tháng 8 năm 2012.
3. ↑  Hamilton, William B. (1978). “Folklore: Ghostly Encounters of the Northumberland Kind”. The Island Magazine: 33–35. Bản gốc lưu trữ ngày 4 tháng 8 năm 2019. Truy cập ngày 9 tháng 6 năm 2013.
4. ↑  Zuckerman, Elizabeth (ngày 20 tháng 12 năm 2004). “Legend of 18th-century ship still haunts Block Island”. Boston Globe. Associated Press. Truy cập ngày 11 tháng 6 năm 2013.
5. ↑  Bell, Michael (ngày 21 tháng 4 năm 2004). “The Legend of the Palatine”. Quahog.org. Bản gốc lưu trữ ngày 13 tháng 4 năm 2014. Truy cập ngày 10 tháng 6 năm 2013.
6. ↑  Harding, John (2004). Sailing's Strangest Moments: Extraordinary But True Tales from Over 900 Years of Sailing. Franz Steiner Verlag. tr. 92. ISBN 1861057458. Truy cập ngày 6 tháng 8 năm 2012.
7. ↑  “13 Days of Halloween: The Ghost Ship Valencia”. Original. Consortium for Ocean Leadership. ngày 23 tháng 10 năm 2010. Bản gốc lưu trữ ngày 20 tháng 9 năm 2016. Truy cập ngày 3 tháng 10 năm 2013.
8. ↑  Paterson, T. W. (1967). British Columbia Shipwrecks. Langley, BC: Stagecoach Publishing. tr. 72–76.
9. ↑  McClary, Daryl C. (ngày 29 tháng 7 năm 2005). “Wreck of the SS Valencia”. Truy cập ngày 15 tháng 2 năm 2007.
10. ↑  Porterfield, Walden R. (ngày 30 tháng 5 năm 1973). “Phantom Ships–The Ghosts That Sail the Seven Seas”. Milwaukee Journal. Truy cập ngày 7 tháng 8 năm 2012.[liên kết hỏng]
11. ↑  La Nicollière-Teijeiro, p.422
12. ↑  “Crew of Skeletons. Missing Ship Reported After Twenty-Three Years”. The Straits Times. ngày 27 tháng 10 năm 1913. tr. 3.
13. ↑  The cruise of the skeletons, Robert Le Roy Ripley, Believe it or not!, Simon and Schuster, 1929, page 159
14. ↑  A nightmarish dream comes true, Weekly World News, ngày 29 tháng 9 năm 1981, page 36
15. ↑  Dix, John Ross (1852). A Hand-Book of Newport, and Rhode Island. Newport, Rhode Island: C. E. Hammett, Jr. tr. 75–77.
16. ↑  Federal Writers' Project (1937). “Rhode Island:The General Background”. Rhode Island, a Guide to the Smallest State. Boston: Houghton Mifflin. tr. 108–109.
17. ↑  Jim Watt. “The Mary Celeste – Fact Not Fiction – The true story- citing the court of inquiry record”. Bản gốc lưu trữ ngày 23 tháng 6 năm 2007. Truy cập ngày 4 tháng 10 năm 2014.
18. ↑  “The Log of HMS Mallard”. Bản gốc lưu trữ ngày 4 tháng 5 năm 2014. Truy cập ngày 4 tháng 10 năm 2014.
19. ↑  “The Wanganui Chronicle, ngày 14 tháng 3 năm 1914, page 3”. Truy cập ngày 4 tháng 10 năm 2014.
20. ↑  The Encyclopedia of Newfoundland and Labrador – CD Version article Resolven
21. ↑  Ashton, Charles (ngày 21 tháng 5 năm 1982). “NRHP Nomination Form”. Library of the Atlantic Heritage Center.
22. ↑  Gordinier, Glenn S. “Maritime Enterprise in New Jersey: Great Egg Harbor During the Nineteenth Century”. New Jersey History. xcvii (2): 104–117.
23. ↑  Museum exhibits, Atlantic Heritage Center Museum and Library |ngày truy cập= cần |url= (trợ giúp)|access-date = requires |url= (helphttps://gc.kis.v2.scr.kaspersky-labs.com/EC8F7FD93CAF-3F88-4458-C511-727A55CF/ua/UrlAdvisorGoodImage.png%5B%5D)
24. ↑  Gearren, Joan (1981). “Survey of Cultural Resources of the Historic Era in the Watersheds of the Great Egg Harbor and Tuckahoe Rivers”. NJ Office of Cultural and Environmental Services, Historic Preservation Section (108–30). Truy cập ngày 2 tháng 10 năm 2012.
25. ↑  “Sails for the Icy Pole All by Herself: Remarkable Voyages for Over a Decade of the Abandoned Whaler Young Phoenix in Northern Seas”. The San Francisco Call. ngày 19 tháng 12 năm 1897. tr. 21.
26. ↑  Parker, John P. Sails of the Maritimes: the story of the three-and four-masted cargo schooners of Atlantic Canada (Great Britain: Hazel Watson & Viney LTD, 1960), 147.
27. ↑  “Schooners: Workhorses of the Sea – 4-masted Governor Parr launched at Huntley Shipyards”. Nova Scotia Archives. Province of Nova Scotia. 2013. Truy cập ngày 13 tháng 2 năm 2013.
28. ↑  Maritime Museum of the Atlantic Niels Jannasch Library, file 24400-60: Governor Parr, New York Maritime Registers.
29. ↑  Wright, David (ngày 1 tháng 7 năm 2002). Joyita: Solving the Mystery. Auckland University Press. tr. 5. ISBN 978-1869402709.
30. ↑  “Author says he's solved MV Joyita mystery, 47 years later”. The New Zealand Herald. New Zealand. ngày 29 tháng 3 năm 2002.
31. ↑  “Submarine No Ghost: Derelict Found Off Spain Had Snapped Tow Chain”. The New York Times (subscription required). UPI. ngày 5 tháng 1 năm 1959. Truy cập ngày 17 tháng 4 năm 2012.
32. ↑  “Drama on the waves: The Life And Death of Donald Crowhurst”. The Independent. ngày 28 tháng 10 năm 2006. Truy cập ngày 7 tháng 8 năm 2012.
33. ↑  Dalstra, Koos; van Wijk, Marion (ngày 1 tháng 3 năm 2007). Bas Jan Ader: In Search of the Miraculous (Discovery File 143/76). Veenman Publishers. ISBN 978-90-8690-011-4.
34. ↑  “Abandoned ship presents mystery no one can solve”. Taipei Times. Sydney and Taipei. DPA and AP. ngày 16 tháng 1 năm 2003. Truy cập ngày 17 tháng 4 năm 2012.
35. ↑  “Ghost ship to be towed to port”. Sydney Morning Herald. ngày 27 tháng 3 năm 2006. Truy cập ngày 7 tháng 8 năm 2012.
36. ↑  “At sea. Australian Customs board 'ghost ship' in Gulf of Carpentaria”. bymnews.com. ngày 26 tháng 3 năm 2006. Bản gốc lưu trữ ngày 2 tháng 5 năm 2014. Truy cập ngày 7 tháng 8 năm 2012.
37. ↑  “Mystery yacht found off Millionaires Playground”. The Scotsman. ngày 24 tháng 8 năm 2006. Bản gốc lưu trữ ngày 14 tháng 10 năm 2007. Truy cập ngày 20 tháng 4 năm 2007. Đã định rõ hơn một tham số trong |archiveurl= và |archive-url= (trợ giúp); Đã định rõ hơn một tham số trong |archivedate= và |archive-date= (trợ giúp)
38. ↑  TimesOnline (ngày 23 tháng 4 năm 2007). “Rescuers call off the search for 'Mary Celeste' crewmen”. London: The Times. Bản gốc lưu trữ ngày 24 tháng 5 năm 2011. Truy cập ngày 16 tháng 10 năm 2007. Chú thích journal cần |journal= (trợ giúp)
39. ↑  者洪定宏 (ngày 16 tháng 11 năm 2008). “大慶21號尋獲 船上無人” [Tai Ching 21 Found Unmanned]. Liberty Times (bằng tiếng Trung).
40. ↑  Sister Patricia (ngày 30 tháng 4 năm 2009). “Tragedy at Sea”. Bản gốc lưu trữ ngày 1 tháng 2 năm 2014. Truy cập ngày 29 tháng 10 năm 2017.
41. ↑  Knudsen, Nancy (ngày 22 tháng 11 năm 2009). “Modern Sea Mysteries: Solving the mystery of Jure Sterk”. Sail-World.com.
42. ↑  “Japan tsunami 'ghost ship' drifting to Canada”. BBC News. Truy cập ngày 24 tháng 3 năm 2012.
43. ↑  “Coast Guard cannon fire sinks Japanese ghost ship damaged in tsunami”. New York Daily News. ngày 6 tháng 4 năm 2012. Truy cập ngày 7 tháng 8 năm 2012.
44. ↑  Trischitta, Linda (ngày 18 tháng 8 năm 2013). “Guma Aguiar: Fate of Missing Fort Lauderdale Millionaire Still A Mystery One Year Later”. Sun Sentinel. Fort Lauderdale, Florida.
45. ↑  Eveleth, Rose (ngày 23 tháng 1 năm 2014). “No, an Abandoned Ship Full of Diseased Rats Is Not Floating Towards Britain”. Smithsonian.
46. ↑  Yamaguchi, Mari (ngày 2 tháng 12 năm 2015). “Ghost boats washing up in Japan may be result of North Korean fishing drive for food, cash”. The Japan Times. Seoul. Bản gốc lưu trữ ngày 17 tháng 6 năm 2016. Truy cập ngày 10 tháng 6 năm 2016.
47. ↑  Mackay, Mairi (ngày 2 tháng 12 năm 2015). “Ghostly ships filled with bodies arrive on Japan's shores”. CNN. Truy cập ngày 10 tháng 6 năm 2016.
48. ↑  “Dozens of ghost ships found off the coast of Japan”. Strange Remains > Forensic Science. Strange Remains. ngày 30 tháng 12 năm 2015. Truy cập ngày 10 tháng 6 năm 2016.
49. ↑  Ryall, Julian (ngày 26 tháng 11 năm 2015). “Defecting or fishing? 11 wooden fishing boats from North Korea with 25 dead bodies found in Japanese waters”. South China Morning Post. Truy cập ngày 10 tháng 6 năm 2016.
50. ↑  Kaplan, Sarah (ngày 2 tháng 12 năm 2015). “Mysterious 'ghost ships' keep washing up in Japan with bodies on board”. The Washington Post. Truy cập ngày 10 tháng 6 năm 2016.
51. ↑  “Rätsel um deutsche Segler-Mumie: Das Fotoalbum aus dem Todes-Boot” [Mystery of German Yachtsman Mummy: The Photo Album from the Death-Boat]. Bild (bằng tiếng Đức). Twistende/Manila. ngày 29 tháng 2 năm 2016. Truy cập ngày 10 tháng 6 năm 2016.
52. ↑  Sherwell, Philip; Rothwell, James (ngày 29 tháng 2 năm 2016). “Riddle over 'mummified' body of adventurer found in abandoned yacht”. The Telegraph. Bản gốc lưu trữ ngày 2 tháng 3 năm 2016. Truy cập ngày 29 tháng 2 năm 2016.
53. ↑  Glanfield, Emma (ngày 2 tháng 3 năm 2016). “German sailor whose mummified body was found on his boat off the Philippines died from a heart attack just ONE WEEK earlier shock autopsy reveals”. DailyMail.com. Associated Newspapers Ltd. Truy cập ngày 10 tháng 6 năm 2016.
54. ↑  Sherwell, Philip; Rothwell, James; Huggler, Justin (ngày 3 tháng 3 năm 2016). “Adventurer died of heart attack just a week before his 'mummified' body was found in yacht”. The Telegraph. Truy cập ngày 10 tháng 6 năm 2016.
55. ↑  The tent on the beach https://gc.kis.v2.scr.kaspersky-labs.com/EC8F7FD93CAF-3F88-4458-C511-727A55CF/ua/UrlAdvisorGoodImage.png%5B%5D
56. ↑  “Escape – Three Skeleton Key”. Truy cập ngày 4 tháng 10 năm 2014.
57. ↑  “Death Came Through a Phantom Ship - Wikipedia”. en.m.wikipedia.org (bằng tiếng Anh). Truy cập ngày 27 tháng 8 năm 2017.